# Cabana de volta al camí al Tossal de les Madruganyes
Cabana de volta al camí al Tossal de les Madruganyes és una obra de Tàrrega (Urgell) protegida com a Bé Cultural d'Interès Local.

## Descripció
Construcció rural de secció quadrangular amb parament de blocs de pedra sorrenca de mida molt variada i amb formes molt irregulars. La coberta és de volta de pedra i presenta molt bon estat. La volta comença a 1m del terra i se sosté gràcies al pendent natural del terreny de la part esquerra, alhora que es reforça amb els dos contraforts construïts a la part dreta. El portal, amb una llinda de pedra a l'exterior i de fusta a l'interior, té els brancals i la llinda formats per blocs de pedra, ben travats i una mica més grans i treballats que els de la resta de la construcció. A l'interior, la cabana està en bon estat i s'utilitza com a cobert o magatzem. A l'exterior, s'aprecien unes escales, integrades a la construcció a partir de blocs de pedra, que s'empren per pujar al marge associat a la cabana. Els elements més característics, situats a l'interior de l'edifici, són els penjadors i agafadors de fusta, la menjadora de pedra i fusta mig devastada i el banc de pedra. En una de les cantonades de la cabana, hi ha una sortida de fums.